# Tristão de Oliveira
Tristão José Francisco de Oliveira (São Leopoldo, Província de São Pedro do Rio Grande do Sul, 8 de outubro de 1849 - Gramado, Rio Grande do Sul, 23 de fevereiro de 1924) foi um tropeiro, comerciante e desbravador sul-riograndense, de ascendência açoriana, considerado o pioneiro da cidade de Gramado.
Comerciante de cascas de gramimunha, das quais se extraia o tanino, Tristão de Oliveira se estabeleceu na localidade que hoje compreende Gramado, construindo o primeiro rancho de tábuas na região, de madeira falquejada. Suas terras perfaziam todo o atual centro da cidade e, aos poucos, foram vendidas aos colonos que se estabeleceram na região, dentre os quais o Major Nicoletti, Leopoldo Lied e Pedro Benetti.
Do casamento com Leonor Gabriel de Souza, o pioneiro deixou incontáveis descendentes, muitos dos quais continuam vivendo na região. Faleceu em 1924. Encontra-se sepultado no Cemitério Católico, cujas terras foram doadas pela viúva de Tristão.

## Biografia

### Ascendência
Tristão de Oliveira descendia, tanto por parte materna quanto paterna, de açorianos. Sua avó paterna, Marcelina da Trindade, era filha de João Dias Pereira, da Ilha de São Jorge. Por linha materna, era trineto de um casal proveniente da Ilha Terceira, Manoel Machado Pacheco e Joanna Antônia Lourenço de Ávila.
Por outro lado, os registros da época indicam que o avô paterno de Tristão, Antônio Francisco de Oliveira, e o avô materno, José Bueno "Feio", nasceram na região do Rio de Janeiro e depois chegaram ao Rio Grande do Sul.
Algumas fontes, como o seu registro de óbito, afirmam que Tristão era pardo, bem como seus descendentes acreditam que descendia, também, de indígenas e negros.

### Nascimento e origem do nome
Tristão era filho de José Francisco de Oliveira, natural da Aldeia dos Anjos (Gravataí), e de Maria José Bueno, que se casaram em 1846, em São Leopoldo, Rio Grande do Sul. Ali Tristão foi batizado, na Igreja de Nossa Senhora da Conceição, pelo Padre José Joaquim do Amaral, no dia 8 de julho de 1850.
Seus padrinhos de batismo foram o fundador da Colônia de Santa Maria do Mundo Novo (Taquara), Tristão José Monteiro e Leonora Monteiro. É quase unanimidade entre os estudiosos que tenha recebido o prenome em homenagem ao seu padrinho de batismo.

### Atividades

#### Tropeiro e agricultor
Os documentos atestam que Tristão José Francisco de Oliveira foi um legítimo colonizador. Enquanto tropeiro, além das cascas, transportava também carvão vegetal para os curtumes de Taquara e São Leopoldo. Há evidências, ainda, de que industrializou, em barbaquás, a erva-mate.

#### Política
Em 1905, Tristão de Oliveira foi indicado pelo Intendente de Taquara do Mundo Novo, Coronel Diniz Martins Rangel, para o cargo de Suplente de Subintendente do 5º Distrito de Taquara.

### Descendência
Do casamento com Leonor Gabriel de Souza, Tristão José Francisco de Oliveira deixou os seguintes filhos:
1. Maria Francisca de Oliveira (08/03/1876), casada com Victor Pereira Dias
2. Manoel Francisco de Oliveira (1885), casado com Olídia Maria Correa
3. Maria Ignácia de Oliveira (1889), casada com Honorato José de Leão
4. Rita Francisca de Oliveira (07/02/1894), casada com Manoel Antônio Correa
5. Manoel Antônio de Oliveira (15/02/1897), casado com Rita Vaz Correa e, posteriormente, com Maria de Lurdes de Oliveira
6. Joaquim Francisco de Oliveira (16/04/1899), casado com Maria Dozolina Damásia de Sousa
7. Maria Lucinda de Oliveira (26/01/1901), casada com João Tomás Keller
8. Francisco de Oliveira (02/03/1904-29/10/1906), falecido ainda criança
9. Maria Virgínia de Oliveira (22/09/1906), casada com Avelino Alves Moraes
10. José Francisco de Oliveira (?), casado com Dolores Rodrigues de Moura
11. Elizia Francisca de Oliveira (?), solteira
12. Honória Francisca de Oliveira (?), casada com Francisco Vaz Correa

### Morte e Sepultamento
Tristão de Oliveira faleceu em sua casa, no dia 23 de fevereiro de 1924, de doença desconhecida, conforme atesta o registro de óbito declarado pelo seu filho Manoel Antônio. Foi sepultado no Cemitério Católico de São Lourenço, em Gramado, cujo terreno foi doado por dona Leonor Gabriel de Souza.

### Homenagens póstumas
Em Gramado, há duas ruas em homenagem ao casal de pioneiros, uma em nome de Tristão de Oliveira e, outra, de sua esposa Leonor. Em 15 de outubro de 2012, a Câmara Municipal de Gramado aprovou, por unanimidade, uma moção de congratulações para homenagear Tristão José Francisco de Oliveira pelos 260 anos de imigração luso-açoriana no Rio Grande do Sul.

### Legado
Marília Daros, historiadora, ressalta o legado de Tristão José Francisco de Oliveira por ocasião dos 150 anos de seu nascimento, no Jornal de Gramado (1999):
Uma justiça se faça a ele que foi gramadense antes de todos nós, pois aqui criou seus filhos, viveu e morreu, sem nunca abandonar a terra que adotara. Garantiu, assim, os primeiros passos de nossa formação histórica, com certeza, de identidade luso-açoriana, como deveríamos melhor acentuar.